# Coolidgeův efekt
Coolidgeův efekt je v biologii a psychologii jev projevující se u živočichů, při kterém samci (a do určité míry i samice) projevují sexuální zájem (touhu) znovu, setkají-li se s novým sexuálním partnerem, a to i po sexu s předchozím a stále dostupným sexuálním partnerem. Evoluční výhoda takového chování spočívá v možnosti samce oplodnit více samic.
Je prokázáno, že Coolidgeův efekt se vyskytuje také u mužů a žen, a to napříč kulturami.

## Původ termínu
Termín „Coolidge Effect“ byl poprvé publikován patrně v roce 1963 v časopisu Journal of Comparative and Physiological Psychology, v příspěvku o změnách sexuálního chování samců potkanů způsobených změnou stimulující samice, jehož spoluautorem byl behaviorální endokrinolog Frank A. Beach. Beach použil termín údajně v roce 1955, přičemž ho připisuje jednomu ze svých studentů, který ho nadnesl na psychologické konferenci. Vysvětlil tento novotvar následovně:
—  Frank A. Beach 
Zkrácenou verzi anekdoty uvádí kniha Rogera N. Johnsona Aggression in Man and Animals z roku 1972  (s. 94). Vtip se objevil mj. také v roce 1978 v knize A New Look at Love autorů Elaine Hatfieldové a William G. Walstera (s. 75).